# Lublin (Wisconsin)
Lublin is een plaats (village) in de Amerikaanse staat Wisconsin, en valt bestuurlijk gezien onder Taylor County.

## Demografie
Bij de volkstelling in 2000 werd het aantal inwoners vastgesteld op 110. In 2006 is het aantal inwoners door het United States Census Bureau geschat op 96, een daling van 14 (-12,7%).

## Geografie
Volgens het United States Census Bureau beslaat de plaats een oppervlakte van 3,9 km², geheel bestaande uit land. Lublin ligt op ongeveer 390 m boven zeeniveau.

## Plaatsen in de nabije omgeving
De onderstaande figuur toont nabijgelegen plaatsen in een straal van 24 km rond Lublin.